# Contamine-Sarzin
Contamine-Sarzin é uma comuna francesa na região administrativa de Auvérnia-Ródano-Alpes, no departamento da Alta Saboia. Estende-se por uma área de 6.86 km². Em 2010 a comuna tinha 732 habitantes (densidade: 106,7 hab./km²).